# Карнікс
Ка́рнікс (лат. carnyx) — стародавній кельтський духовий музичний інструмент, що використовувався під час битв, як сигнальний інструмент.

## Опис
Карнікс — це різновид бойової труби. Виготовляли його з бронзи. Інструментмав S-подібну форму і сягав 180 см завдовжки. Розтруб прикрашав виріб у вигляді голови кабана чи змії. Всередині голови прилаштовували дерев'яний язик для створення вібрації при звучанні. Судячи із давніх зображень, у карнікс сурмили, тримаючи його вертикально. Техніка гри на інструменті аналогічна техніці гри на сучасному тромбоні і діджеріду аборигенів Австралії. Наукові реконструкції цих інструментів, що засновані на археологічних знахідках, підтверджують, що карнікс видавав характерний і моторошний звук, який зовсім не схожий на звук будь-якого іншого музичного інструмента — сучасного або стародавнього.

## Використання
Карнікс використовувався кельтами і деякими германськими племенами, які, імовірно, перейняли у них інструмент, під час бою для залякування супротивника. Ховаючись за пагорбами, воїни піднімали високо над головою карнікси і видавали страшні звуки, що імітують крики «пекельних» тварин. Також він служив способом передачі бойових команд, а характер археологічних знахідок дає підставу говорити про те, що карнікс використовувався і в мирний час як ритуальний інструмент.

## Назва
Саме слово «карнікс» походить від гальського кореня «carn-» або «cern-», що означає «роги» або «ріг»: ця ж основа лежить в імені кельтського бога Кернунноса. Вважається, що карнікс це римська назва інструмента. Як самі кельти називали цей інструмент, поки невідомо.

## Історія

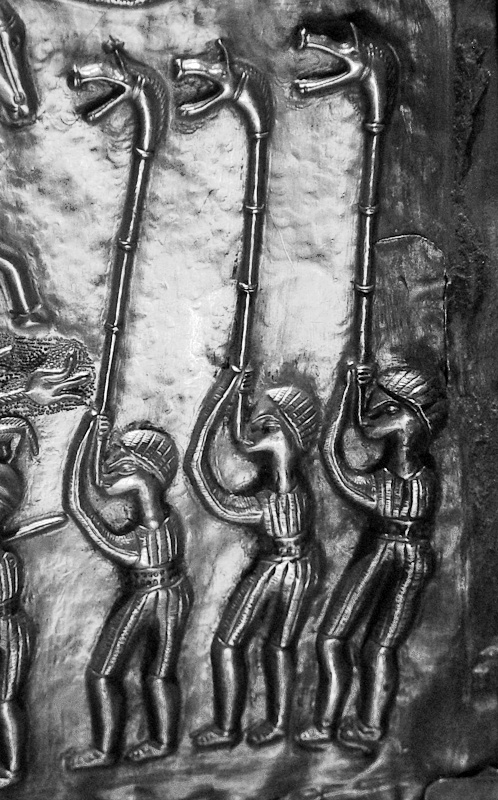
Зображення карнікса на орнаменті Гундеструпського казана. I ст. до н. е.

Вперше карнікс згадується в описі Павсанія нападу кельтів на грецькі Дельфи у 274 році до н. е. Описували цей інструмент давньогрецькі історики Полібій у своїй «Загальній історії» (середина II століття до н. е.) та Діодор Сицилійський (60-30 роки до н. е.).
Карнікс зображений на монетах цього часу та на барельєфах, зокрема, на Колоні Траяна та у сцені ініціації з Гундерструпського казана.
Крім зображень на монетах та інших предметах цього періоду, археологічні знахідки свідчать, що карнікс був поширений на всій території Європи, від Британських островів до Балкан, і використовувався всіма кельтськими племенами на континенті.

## Археологічні знахідки
Вперше карнікс був знайдений у 1816 році у Шотландії на території ферми Лейтчестоун у Дескфорді, графство Банфшир. Це був добре збережений розтруб у вигляді голови кабана. Інструмент зберігається у Національному музеї Шотландії. Потім знайдено ще чотири карнікси у Франції, Німеччині, Швейцарії та Румунії.
У 2004 році, під час розкопок гальсько-римського храму у селі Тінтіньяк (департамент Коррез, Франція), серед численних артефактів, знайдено ще п'ять карніксів. Чотири карнікси були увінчані головою кабана, а один — головою змії (або дракона).

## Сучасні реконструкції

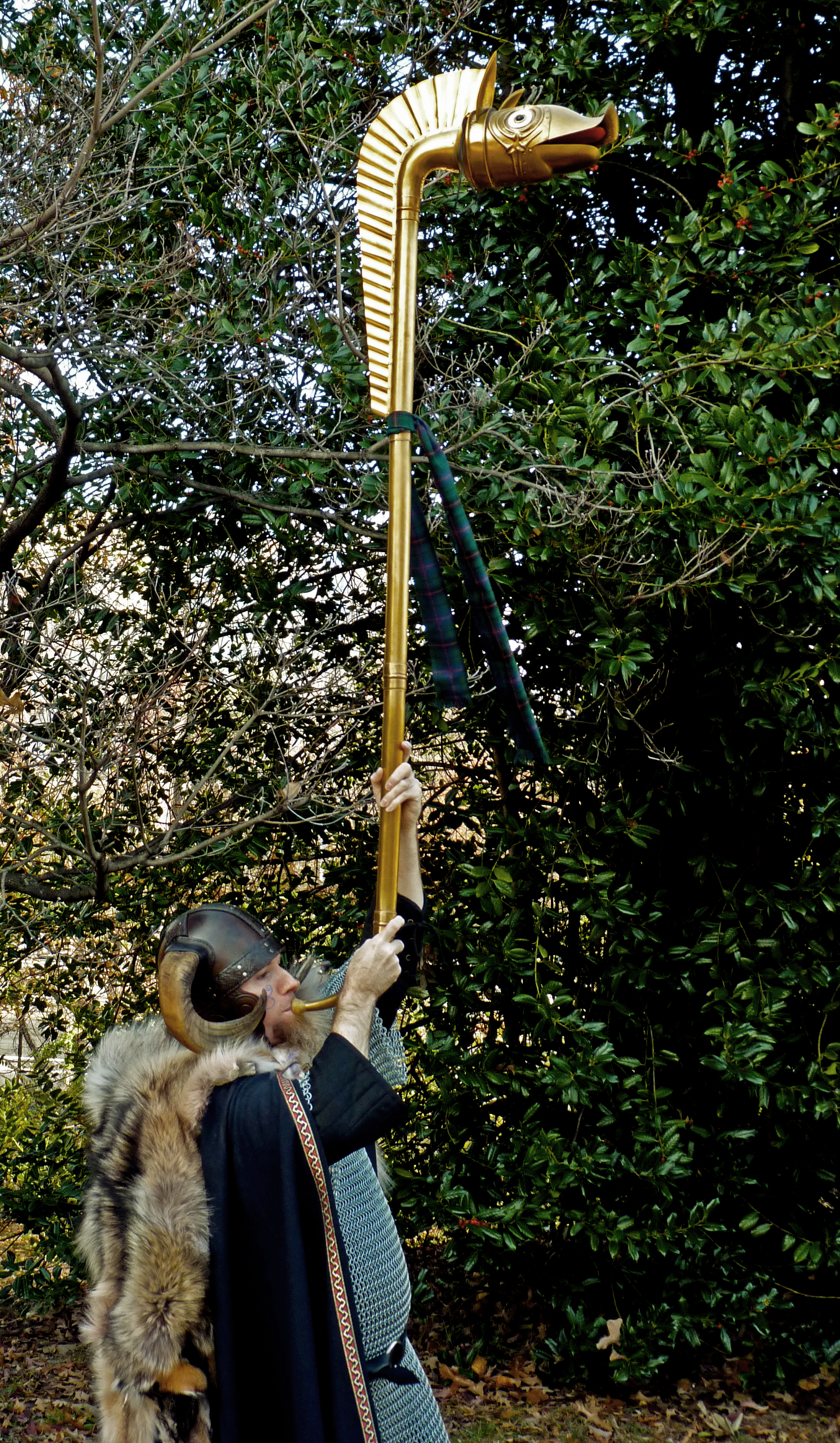
Приклад ігри на карніксі

Першим реконструйовувати і відроджувати карнікси став шотланський музикознавець та історик музики Джон Парсер. У 1991 році він розпочав історичну реплікацію інструменту, при фінансуванні Glenfiddich Living Scotland Award та Національного музею Шотландії, та з допомогою археолога Фрезера Гантера та музиканта Джона Кенні. У 1993 році Джон Кенні вперше зіграв на каніксі. З того часу Парсер серйозно зайнявся вивчення карнікса. Він постійно їздить по країнах Європи з циклом лекцій, присвяченим музичній культурі кельтів і, зокрема, карніксу.
15 березня 2003 року Джон Кенні виступав перед аудиторією 65 000 глядачів на концерті на стадіоні Стад де Франс у Парижі. 15 червня 2017 року відбулася прем'єра композиції «Музика лісу» композитора Крістофера Гіббса за участю карнікса.

## У популярній культурі
Карнікс зображується у сцені гладіаторського бою у фільмі «Гладіатор» (2000), в якому використовується і як музичний інструмент, і як зброя. Карнікс з'являється в кількох бойових сценах французького фільму «Друїди» (2001). Карнікс зображений у початкових сценах анімаційного фільму «Відважна» (2012).